# Ruellia devosiana
Espèce
Classification phylogénétique
Ruellia devosiana est une espèce de plantes à fleurs de la famille des Acanthaceae. C'est une plante herbacée originaire du Brésil.